# エドソン・デ・カストロ
エドソン・デ・カストロ（Edson de Castro、1938年 - 2024年9月6日）は、データゼネラルNovaシリーズのコンピュータ設計で知られているコンピューター技術者である。
ニュージャージー州プレインフィールド出身。ディジタル・イクイップメント・コーポレーションでPDP-8ミニコンピュータの開発を担当した後、データゼネラル社を設立するために退社した。彼はまた、データゼネラル社の創立者兼CEOであり、1970年代から1990年代を通じてCEOを務めた。